# Курцхаар
Немецкий курцхаар, немецкая короткошёрстная легавая (нем. deutsch kurzhaar, от kurz — «короткая» и haar — «шерсть»), немецкий короткошёрстный пойнтер — порода легавых собак, выведенная в Германии. Основой для создания породы явились старые немецкие короткошёрстные легавые. Очень активная собака. Ближайшими родственниками курцхаара являются дратхаар и лангхаар.

## История породы

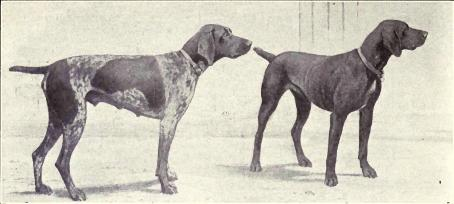
Курцхаар в 1915 году

История немецкого короткошёрстного пойнтера начинается с собак, которые использовались для охоты на птиц с сетями, особенно в Средиземноморских странах, а также соколиной охоты. Через Францию, Испанию и Фландрию пойнтеры попали в немецкие поместья. Самой важной отличительной особенностью этих собак было их умение работать в стойке. После появления первого двуствольного ружья (1750) возникла потребность в пойнтере для охоты влет из-под собаки. Это было началом перехода от чистого пойнтера к универсальной подружейной собаке. Серьёзным основанием для становления и развития породы с 1897 стала «Племенная книга Немецкого Курцхаара». Принц Альберт
Сольмс-Браунфельс собрал особенности породы, оценочные правила и, наконец, простые правила испытаний для охотничьей собаки.
Сегодня немецкая короткошёрстная легавая по-прежнему проходит через фильтр разведения, улучшения породы и испытаний. Стандарт предусматривает телосложение курцхаара, как универсальной охотничьей собаки, которое позволяет ему выполнить все требования, связанные с охотой, даже в возрасте.

## Внешний вид

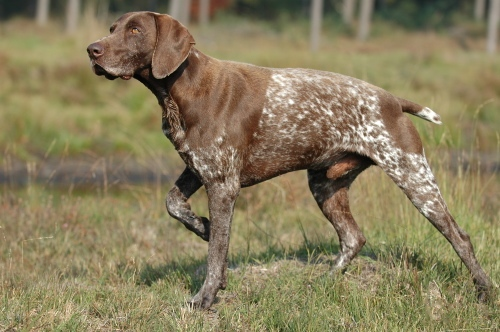
Курцхаар в стойке

Курцхаар представляет собой стройную и даже поджарую собаку. Эта порода считается крупной, максимальный рост в холке — 66 сантиметров. Окрас собаки варьируется от почти чёрного до цвета кофе с молоком. У щенков шерсть довольно светлая, с возрастом она темнеет. Курцхаар — собака пятнистая, причём расположение пятен может быть самое разное. Самые частые вариации окраса:
- несколько крупных неровных пятен, разбросанных по спине, лапы и живот словно в рассыпанных кофейных зёрнах;
- полностью коричневая собака, лишь голова в маленьких пятнышках;
- вся собака в мутных, почти слившихся, небольших пятнах.

## Использование

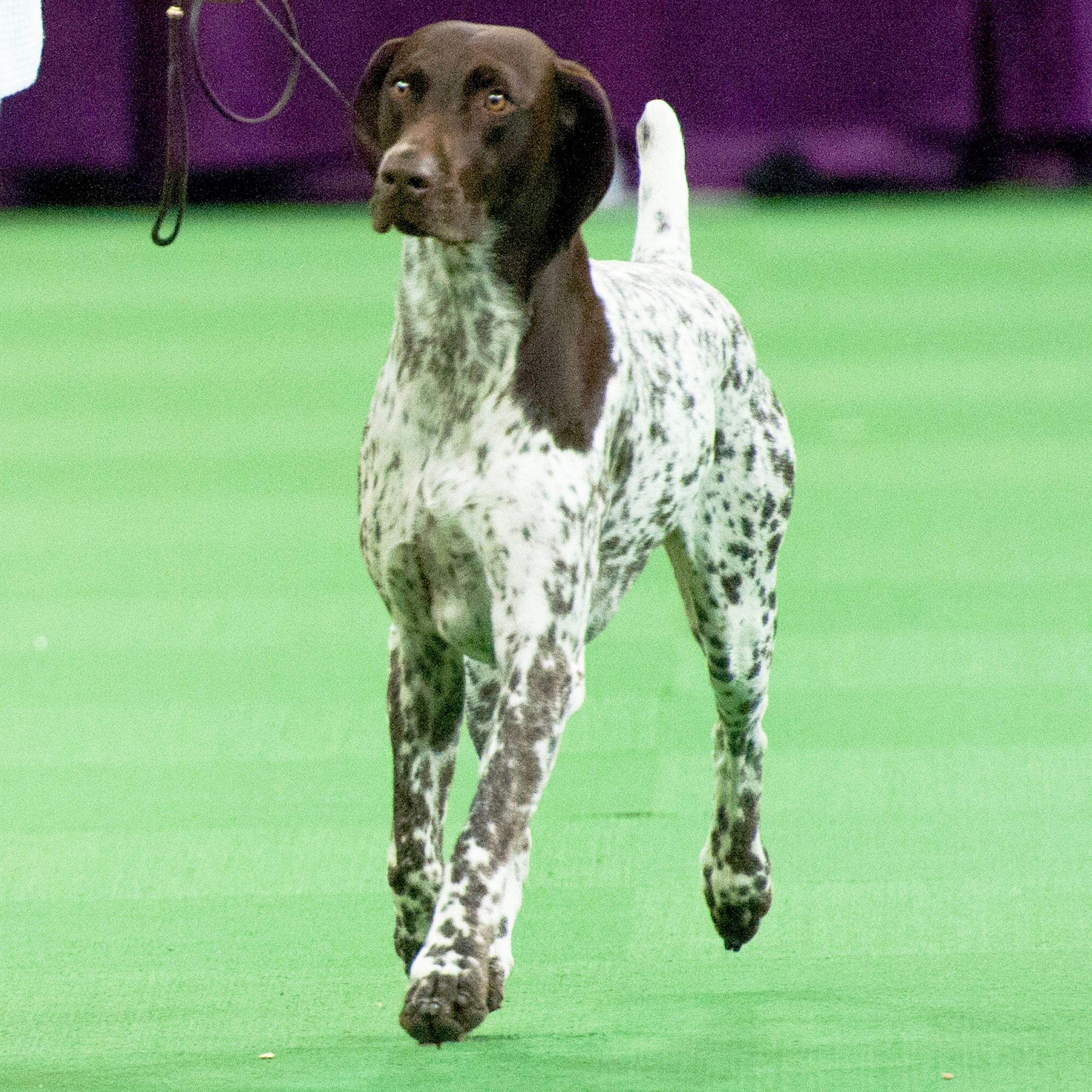
Курцхаар в движении

Курцхаар — охотничья собака, точнее — легавая, то есть делающая стойку по птице и мелкому зверю. Курцхаар универсален, работает на все виды пернатой дичи. Лучше всего курцхаар проявляет себя во время охоты в поле. Курцхаар хорошо плавает, отлично аппортирует, может применяться как кровяная ищейка. Также у него вполне развит охранный инстинкт. В Европе курцхаар — одна из самых популярных и используемых на охоте пород.
За счёт плотной и жёсткой шерсти не боится кустов и насекомых. В поиске, при движении легко переносит мороз до −20 °С. Но может быть простужен при транспортировке в санях или открытом кузове, поэтому после охоты рекомендуется накрыть собаку накидкой или одеялом. Два курцхаара легко переносят в машине морозные ночи до −7 °С.
Выдерживает работу в холодной, почти ледяной воде. Но после охоты собаку необходимо хорошо вытереть и накрыть накидкой.
На весенних охотах по водоплавающей дичи или на тяге вальдшнепа необходимо брать с собой подстилку.

## Содержание и уход
Неприхотливы в быту. Эту породу можно легко содержать в квартире. Любопытны. Добродушный и общительный характер, обожает играть с детьми. При вольерном содержании требуется будка с подогревом.
Обычно курцхаарам купируют хвост — от половины до двух третей длины, что связано с большой вероятностью травм при охоте в крепях. В среднем курцхаары живут 12—14 лет.